# Sulawesisalangaan
De Sulawesisalangaan (Aerodramus infuscatus sororum) is een vogel uit de familie Apodidae (gierzwaluwen). Deze vogel werd eerder beschouwd als een aparte soort maar is op de IOC lijst 14.2 samengevoegd met de Molukse salangaan.

## Verspreiding en leefgebied
Deze soort is endemisch op centraal, zuidelijk en zuidoostelijk Sulawesi.